# USS Brennan (DE-13)
USS Brennan (DE-13) là một tàu hộ tống khu trục lớp Evarts được Hải quân Hoa Kỳ chế tạo trong Chiến tranh Thế giới thứ hai. Nó là chiếc tàu chiến duy nhất của Hải quân Mỹ được đặt theo tên Thiếu úy Hải quân John Joseph Brennan (1920-1942), người đã tử trận khi chiếc tàu buôn S.S. Ortho ông được cử bảo vệ bị tàu ngầm Đức U-754 đánh chìm năm 1942. Nó đã phục vụ cho đến khi chiến tranh kết thúc, xuất biên chế vào ngày 9 tháng 10 năm 1945 và xóa đăng bạ vào ngày 24 tháng 10 năm 1945. Con tàu bị bán để tháo dỡ vào năm 1946.

## Thiết kế và chế tạo
Những chiếc thuộc lớp tàu khu trục Evarts có chiều dài chung 289 ft 5 in (88,21 m), mạn tàu rộng 35 ft 1 in (10,69 m) và độ sâu mớn nước khi đầy tải là 8 ft 3 in (2,51 m). Chúng có trọng lượng choán nước tiêu chuẩn 1.140 tấn Anh (1.160 t); và lên đến 1.430 tấn Anh (1.450 t) khi đầy tải. Hệ thống động lực bao gồm bốn động cơ diesel General Motors Kiểu 16-278A nối với bốn máy phát điện để vận hành hai trục chân vịt; công suất 6.000 hp (4.500 kW) cho phép đạt được tốc độ tối đa 21 kn (24 mph; 39 km/h), và có dự trữ hành trình 4.150 nmi (4.780 mi; 7.690 km) khi di chuyển ở vận tốc đường trường 12 kn (14 mph; 22 km/h).
Vũ khí trang bị bao gồm ba pháo 3 in (76 mm)/50 cal trên tháp pháo nòng đơn có thể đối hạm hoặc phòng không, một khẩu đội 1,1 inch/75 caliber bốn nòng và chín pháo phòng không Oerlikon 20 mm. Vũ khí chống ngầm bao gồm một dàn súng cối chống tàu ngầm Hedgehog Mk. 10 (có 24 nòng và mang theo 144 quả đạn); hai đường ray Mk. 9 và tám máy phóng K3 Mk. 6 để thả mìn sâu.
Nguyên được dự định chuyển giao cho Hải quân Hoàng gia Anh, Carlson được đặt lườn như là chiếc HMS Bentinck (BDE-13) tại Xưởng hải quân Mare Island, ở Vallejo, California vào ngày 28 tháng 2 năm 1942, và được hạ thủy vào ngày 22 tháng 8 năm 1942, được đỡ đầu bởi cô Cynthia J. Carr. Tuy nhiên kế hoạch chuyển giao bị hủy bỏ, và con tàu quay trở lại sở hữu của Hoa Kỳ vào đầu tháng 1 năm 1943, đổi tên thành USS Brennan vào ngày 6 tháng 1 năm 1943, và nhập biên chế vào ngày 20 tháng 1 năm 1943 dưới quyền chỉ huy tạm thời của Thiếu tá Hải quân Harry A. Adams, Jr., cho đến khi Hạm trưởng, Thiếu tá Hải quân Mark E. Dennett, nhận nhiệm sở vào ngày hôm sau.

## Lịch sử hoạt động
Sau khi hoàn tất việc chạy thử máy và huấn luyện tại vùng biển ngoài khơi Nam California, Brennan đi đến Miami, Florida vào ngày 4 tháng 3, 1943, nơi nó phục vụ như tàu huấn luyện để đào tạo học viên sĩ quan và thủy thủ đoàn tương lai của các tàu hộ tống khu trục. Con tàu đã hoạt động tại khu vực eo biển Florida và vùng quần đảo Tây Ấn trong suốt quãng đời phục vụ, thường xuyên ghé thăm các cảng tại Haiti, Jamaica và Cuba. Vào ngày 2 tháng 5, 1943, nó mắc tai nạn va chạm với chiếc SS Gulfmaid tại eo biển Florida, gây hư hại nhẹ cho cả hai con tàu. Cấu trúc thượng tầng bị hư hại của nó được sửa chữa tại Charleston, South Carolina trong tháng 7, khi con tàu được bảo trì tại đây.
Sau khi chiến tranh kết thúc, Brennan đi đến Xưởng hải quân New York vào ngày 15 tháng 9, 1945 để chuẩn bị ngừng hoạt động. Nó được cho xuất biên chế tại đây vào ngày 9 tháng 10, rồi rút tên khỏi danh sách Đăng bạ Hải quân vào ngày 24 tháng 10, 1945. Con tàu bị bán để tháo dỡ vào tháng 7, 1946.

## Phần thưởng[2]
|  |  |

| Dãi băng Hoạt động Tác chiến (truy tặng) | Huân chương Chiến thắng Thế Chiến II |